# 马来西亚语与印度尼西亚语的差别
马来西亚语与印度尼西亚语是马来语主要的两个标准化方言，分别在马来西亚和印度尼西亚作为母语。若无特别说明，以下“马来语”均特指马来西亚语，「印尼语」均指印度尼西亚语。
说马来语的人与说印尼语的人之间交流时彼此都能够听懂，但是在拼写、语法、注音和词库来看则差异显著，尤其是外来词汇。这些差异的存在逐渐让两语种变得彼此不同，这与其他同语系语言间的关系截然相反。马来语的方言化和多样化也导致了文化之间的冲突，这在高等教育方面一展无遗。

## 认知
对于非母语的马来语学习者而言，这两种语言看似毫无差别；然而对于母语学习者，结果恰然相反。两大语言的差异让广播业受到巨大影响，其中DVD影片和有线电视的外语字幕合成尤甚。为了确保更广的受众，印尼语和马来语的字幕往往同时出现在螢幕上。马来西亚电视台在播放印尼肥皂剧时也会提供马来语字幕，而印尼在引进马来西亚电视剧时也会采用印尼语字幕。

## 拼写
20世纪之前，马来语使用阿拉伯字母的一种当地特殊改良进行拼写。这一方式后来也叫做爪夷文。之后，马来语逐渐开始化为拉丁字母拼写，也被称为Rumi。这一拼写方式逐渐渗透进每一个人的日常生活中，爪夷文也逐步被弃用。这一拼写方式罗马化进程最早发生于英屬馬來亞（British Malaya）和荷属东印度群岛（Dutch East Indies）；如今，前者已归属马来西亚，后者已归属印尼。这也导致了马来语受到英语影响居多，而后者则更受荷兰语影响。所以，印度尼西亚境内的元音[u] 以前会按照荷兰人的发音方式拼作“oe”（后来在1947年，官方颁布有关内容规定拼写作“u”）。类似地，在1972年前，[tʃ] 一度被马来西亚人拼写作“ch”，但在印度尼西亚却被拼写作“tj”。因此，词汇“孙辈”在马来西亚被写作，但在印度尼西亚写作 。不过，在1972年颁布系统性的拼写系统后，两语种的这一拼写方法均被改为了“c”，这一词汇也就改为了。

## 发音
两语种发音不尽相同。在马来东部、文莱和印尼东部，Bahasa Baku被人们当作发音与拼写规则的参考  ，而这也让当地人话速比马来半岛的要简洁、迅捷得多。在马来半岛、新加坡和苏门答腊岛， 被读作，被读作，而很多以a结尾的词也都会被读作/ә/。[e]和[o]结尾的词在马来半岛一带也会被分别读作/i/和/u/ 。

## 词汇

### 词汇区别
印度尼西亚和马来西亚在外来词上差异巨大。这是1824年英荷条约所决定的；印度尼西亚吸取了荷兰人的词汇，而马来西亚人则吸纳了英语词汇。比如马来语中的""来自英语中television（电视），而印尼语中"" 来自荷兰语中的。"-syen"和"-si"的差距在很多词汇中都有体现，而后者更被现在的马来人采纳。
马来语也在先前遭遇过固步自封和大步迈进之间的踌躇；先前在英国统领期间，让政治观念当地化并不容易。19世纪在柔佛颁布的有关条例在引进新词方面起到了至关重要的作用，比如pejabat （办公室, 在印尼语中叫做 kantor ，来自荷兰语中的 ）与setiausaha（秘书，在印尼语中为sekretaris）等词。又如马来西亚现在所说的""在当地意为邮局（Post Office），而在印度尼西亚则被称为""。
当然，两地语言都也受到一些葡萄牙语的影响。圣诞节在印尼语中被写为""，而马来语中为""，与英语类似。当然，印尼语中也有一些词语来自拉丁语；一些长者更喜欢使用这些词，因为他们受教育的时期可以追溯到荷兰人在他们那里设立Gymnasium（文理学校）时。再将马来语中, , , 及 与印尼语中的, , ,  and 做比较，不难看出荷兰人在其中发挥的重要作用。
一些特定词汇在印尼语中与马来语拼写方式一致，但并不具备相同意思。比如印尼语中意为金属，但在马来语中则为肥料。除此之外，印尼语中的表示需要，但在马来语，意思则为生殖器官。马来语中的""表示人口普查，但印尼语中这个词意为易装癖者。
相当一部分伊斯兰教有关外来词汇在两语种间意思基本相同，但仍存在一些极其细微的差异。比如 ，分别意为庄严和代表。

### 词汇比较
对于一个特定的意义，马来语和印尼语对应的单词之间也存在差异。这里以拉丁字母A开头的部分单词在两种语言的写法为例，作为比较。
| 中文                 | 英文           | 马来语                                                 | 印尼语 |
| -------------------- | -------------- | ------------------------------------------------------ | --- |
| 废除                 | abolition      |                                                        | 1. , 2.                                                                                                   |
| 堕胎                 | abortion       |                                                        | 1. , 2. (of a fetus)                                                                                      |
| 国外                 | abroad         |                                                        | |
| 权限                 | accessibility  | 1. , 2.                                                | 1. , 2. ,                                                                                                 |
| 账号 (银行、账单等） | (bank, bills)  |                                                        | 1. (from Dutch – used in banks and hotels), 2. (used for all meanings of account apart from bank account) |
| 负有责任             |                | ,                                                      | , |
| 会计师               |                |                                                        | |
| 造成                 |                |                                                        | |
| 精确                 |                |                                                        | 1. , 2. (受荷兰语 影响)                                                                                   |
| 部门                 | administration |                                                        | ( 的荷兰语发音)                                                                                           |
| 之后                 | after          | 1. , 2.                                                | 1. (also used in Malay to indicate consecutive actions), 2. ,                                             |
| 下午                 | afternoon      |                                                        | 1. , 2.                                                                                                   |
| 代理                 | agent          | 1. , 2.                                                | |
| 空军                 | air force      |                                                        | |
| 飞机                 |                |                                                        | |
| 机场                 | airport        | ('airfield' in Indonesian; similar to Dutch vliegveld) | (loan translation of the English term, commonly abbreviated as bandara),                                  |
| (人名)亚历山大       |                |                                                        | , |
| 阿尔及利亚           |                |                                                        | (from Arabic: – ‎)                                                                                         |
| 阿尔及尔             |                |                                                        | (from Algerian Arabic: – ‎)                                                                                |
| 联盟                 | alliance       | ,                                                      | (influenced by Dutch ),                                                                                   |
| 合金                 |                | ,                                                      | , |
| 公寓                 |                | , (仅限[产权公寓])                                     | (来自荷兰语 ), () (公益性质的公寓),                                                                       |
| 应用程序             | ()             | ,                                                      | , |
| 建筑师               |                |                                                        | (from pronunciation of Dutch )                                                                            |
| 建筑学               |                |                                                        | (influenced by Dutch )                                                                                    |
| 存档                 | archive        |                                                        | (from Dutch )                                                                                             |
| 区域                 | area           |                                                        | , |
| 武装力量             | armed forces   |                                                        | , |
| 军队                 | army           |                                                        | |
| 集会                 | assembly       | , (from the root verb '' meaning 'to gather/assemble') | , |
| 账户                 | assets         |                                                        | , (来自荷兰语)                                                                                            |
| 联系                 | association    |                                                        | (from Dutch ),                                                                                            |
| 假设                 | assumption     | ,                                                      | , , |
| 宇航员               | astronaut      |                                                        | , |
| 雅典                 |                |                                                        | (受荷兰语 或希腊语 影响)                                                                                  |
| 竞技体育             | (sport)        | (印度尼西亚语里的“体育”)                               | |
| 拍卖会               |                | 来自葡萄牙语                                           | 来自葡萄牙语                                                                                              |
| 八月                 | August         |                                                        | 来自荷兰语                                                                                                |
| 姨子                 | auntie         | (在印尼方言Riau Malay中也可使用),                      | , 来自荷兰语                                                                                              |
| 自传                 | autobiography  |                                                        | , 不太标准                                                                                                |
| 自动                 | automatic      | (formerly )                                            | (derived from Dutch pronunciation of )                                                                    |
| 自治                 |                |                                                        | (self-governing)                                                                                          |
| 尴尬                 |                | , (of gesture)                                         | , (of gesture)                                                                                            |

### 两语种的十字路口：交融与合同
两语言发展道路的岔离更多是因为政治和文化的组成形式差异。这也导致了两语种母语者的态度迥异——马来西亚的人们更愿意将两种语言按同一种语言看待，而印度尼西亚的人们则认为这两个语言没有任何相同。这进而造成了印度尼西亚人很少去从马来语中统一词汇，而马来西亚人却在积极学习印度尼西亚人所用的一些词汇的现象。然而他们都知道，使用彼此都能理解的语言进行双边交流最为合理，而统一语言的进程也在两国一系列条例的推进下有条不紊地进行着。文莱和新加坡也都在遵循马来西亚提出的一些条例。